# Ljoebov Goerina
Ljoebov Mikhaylovna Goerina (Russisch: Любовь Михайловна Гурина) (Matoesjkino, oblast Kirov, 6 augustus 1957) is een voormalige middellangeafstandsloopster, die internationaal uitkwam voor de Sovjet-Unie, het Gezamenlijk team op de Olympische Spelen en later Rusland. Haar specialiteit was de 800 m. In 1994 werd ze de oudste Europese kampioene ooit. Ook is ze wereldrecordhoudster op de 4 x 800 m estafette, dat ze in 1984 met haar teamgenotes verbeterde naar 7.50,17.
Goerina nam deel aan de Olympische Spelen van 1992 in Barcelona en won haar halve finale in 2.00,77. In de finale werd ze echter slechts achtste. In 1993 won Goerina haar eerste outdoormedaille sinds 1987. Met 1.57,10 werd ze tweede op het WK in Stuttgart achter Maria Mutola uit Mozambique.
Elf jaar na haar eerste medaille op een WK trad Ljoebov Goerina op het EK 1994 weer aan in een groot toernooi. Op het laatste rechte eind richting de finish van de 800 m lag ze op kop, maar de Wit-Russische Natalja Doechnova kwam vlak voor de finish naast haar lopen. Beide passeerden tegelijkertijd de eindstreep, maar de finishfoto toonde later aan dat Ljoebov Goerina met een millimeter voorsprong gewonnen had. Hiermee won ze haar eerste outdoortitel. Met 37 jaar en 4 dagen was ze tevens de oudste Europese kampioene ooit.
In 1995 werd ze met 1.59,16 nog zevende op de wereldkampioenschappen atletiek 1995 in Göteborg.
Ljoebov Goerina woont in Parijs.

## Titels
- Europees kampioene 800 m (outdoor) - 1994
- Europees kampioene 800 m (indoor) - 1990
- Russisch kampioene 800 m (outdoor) - 1993
- Sovjet-kampioene 800 m (outdoor) - 1987
- Sovjet-kampioene 800 m (indoor) - 1982, 1983, 1991

## Persoonlijke records
| Onderdeel | Prestatie | Datum            | Plaats            |
| --------- | --------- | ---------------- | ----------------- |
| 800 m     | 1.55,56   | 31 augustus 1987 | Rome              |
| 1000 m    | 2.32,97   | 2 juli 1993      | Villeneuve-d'Ascq |
| 1500 m    | 4.02,47   | 2 augustus 1994  | Monaco            |

## Prestaties
| Jaar | Wedstrijd         | Plaats    | Resultaat | Onderdeel | Tijd    |
| ---- | ----------------- | --------- | --------- | --------- | ------- |
| 1983 | WK                | Helsinki  | 2e        | 800 m     | 1.56,11 |
| 1986 | EK                | Stuttgart | 3e        | 800 m     | 1.57,73 |
| 1987 | WK                | Rome      | 3e        | 800 m     | 1.55,56 |
| 1990 | EK indoor         | Glasgow   | 1e        | 800 m     | 2.01,63 |
| 1991 | WK indoor         | Sevilla   | 4e        | 800 m     | 2.02,04 |
| 1991 | Grand Prix Finale | Barcelona | 3e        | 800 m     | 2.01,89 |
| 1992 | Olympische Spelen | Barcelona | 8e        | 800 m     | 1.58,13 |
| 1993 | WK                | Stuttgart | 2e        | 800 m     | 1.57,10 |
| 1993 | Grand Prix Finale | Londen    | 2e        | 800 m     | 1.59,07 |
| 1994 | EK                | Helsinki  | 1e        | 800 m     | 1.58,55 |
| 1994 | Grand Prix Finale | Parijs    | 5e        | 1500 m    | 4.05,89 |
| 1995 | WK                | Göteborg  | 7e        | 800 m     | 1.59,16 |